# Vladimir Ivir
Vladimir Ivir (Zagreb, 1. studenog 1934. – Zagreb, 21. veljače 2011.) bio je hrvatski jezikoslovac, prevoditelj i leksikograf. Jedan je od najvećih hrvatskih anglista i jedan od legendarnih hrvatskih prevoditelja te prvi hrvatski teoretičar prevoditeljstva, cijenjen među europskim jezikoslovcima.
Hrvatskoj je javnosti je najpoznatiji kao osoba koja je prenosila prvo čovjekovo slijetanje na Mjesec 21. srpnja 1969. (po hrvatskom vremenu).
Radio je kao redovni profesor na Odsjeku anglistike na zagrebačkom sveučilištu, na Filozofskom fakultetu, čiji je jedno vrijeme bio i dekan. Osim toga, ondje je stekao i naslov profesor emeritus. Na temelju njegovih zamisli i programa njegov je matični fakultet 2001. pokrenuo poslijediplomski studij prevoditeljstva.

## Djela
Preveo je brojna djela (u cijelosti, predgovore i sažetke) hrvatskih autora kao što su Zvane Črnja (Cultural History of Croatia, 1962.), Grgo Gamulin, Josip Generalić, Stijepo Obad, Vlado Gotovac (In defense of freedom 1976. – 1990.) brojne zbornike sa znanstvenih skupova itd.
Suautor je brojnih izdanja englesko-hrvatskih rječnika (Rudolfa Filipovića), stručni redaktor, urednik i sl.
Suautor je prvog strukovnog hrvatsko-albanskog rječnika, koji je izradio u suradnji s Ilirjanom Shehu.
Sutautor je brojnih izdanja školskih udžbenika i početnice iz engleskog za srednje škole (Let's speak and read English) kao i udžbenika za srednje prevoditeljske škole (Teorija i tehnika prevođenja).
Znanstvene članke objavljivao je u časopisu Filologiji, Suvremenoj lingvistici i drugima.
Osim njih valja spomenuti i Hrvatsko-engleski rječnik poslovno-administrativnog nazivlja iz 2007.